# Maurice de Broglie (physicien)
Pour les articles homonymes, voir Maurice de Broglie et Broglie.
Pour les autres membres de la famille, voir Maison de Broglie.
Maurice de Broglie, duc de Broglie (se prononce /də bʁɔj/, comme « de Breuil »), est un physicien français, né le 27 avril 1875 dans le 8e arrondissement de Paris et mort le 14 juillet 1960 à Neuilly-sur-Seine.
Il a été un spécialiste des rayons X et des rayonnements issus des éléments radioactifs.
Comme officier de marine, il a eu un rôle important dans la mise en place des communications radio dans la Marine nationale, en particulier avec les sous-marins.

## Biographie

### Famille, jeunesse
Louis César Victor Maurice de Broglie est issu d'une longue lignée aux origines turinoises, devenue française au milieu du XVIIe siècle. Son père, Victor de Broglie, fut député de la Mayenne. Son grand-père, Albert de Broglie, député en 1872 puis président du Conseil en 1873, présida le gouvernement qui, avec une chambre monarchique, affermit la Troisième République. Par ailleurs, la grand-mère maternelle de son grand-père Albert de Broglie n'était autre que l'épistolière Madame de Staël, née Anne-Louise Germaine Necker, fille de Jacques Necker, ministre des Finances de Louis XVI.
La mère de Maurice de Broglie, Pauline de la Forest d'Armaillé, était petite-fille du général Philippe-Paul de Ségur.
Maurice de Broglie prépare le concours d'entrée à l'École navale au collège Stanislas. Il échoue à la première tentative mais est admis en 1893 et embarque sur le Borda, navire école de la Marine nationale. Il sort major de sa promotion en 1895 avec le grade d'aspirant de 2e classe. Après son stage d'application, il est affecté à l'escadre de Méditerranée sur le cuirassé Brennus avec le grade d'aspirant de première classe.

### Mariage et descendance
Le 11 janvier 1904, Maurice de Broglie épouse à Paris 8e Marie Camille Françoise Charlotte Bernou de Rochetaillée (Paris 8e, 21 novembre 1883 - Nice, 16 juin 1966), fille de Antoine Jean-Baptiste, dit Camille Bernou de Rochetaillée, et de Marie Constance de Rochefort. Dont :
- Laure de Broglie (Paris 8e, 17 novembre 1904 - Paris 8e, 12 juin 1911)[6].

### Marine nationale
En 1898, Maurice de Broglie prend une permission de six mois et exprime à sa famille son désir de démissionner de la Marine pour se consacrer à la science physique. Les découvertes récentes des rayons X par Röntgen et de l’existence de la radioactivité le fascinent. Il commence à installer un laboratoire dans la maison familiale. Il passe un certificat de physique générale à la faculté des sciences de Marseille. Cependant, il reprend son service en octobre 1898 avec le grade d'enseigne de vaisseau et embarque sur divers navires de guerre en Méditerranée tout en continuant à étudier. Il obtient une licence de physique en 1900. En 1901, l'enseigne de vaisseau de Broglie embarque sur le cuirassé Saint-Louis. Un de ses anciens camarades de Stanislas, le décrit ainsi : « un être légendaire : avec quelle facilité, avec quelle ténacité aussi, il étudiait tout. Très non-conformiste, jugeant avec sévérité des notions de physique, d'optique, de chimie qu'il décortiquait sans pitié [...]. Il était un très beau gars, brun, l'œil étincelant, agréable, spirituel. »

### Spécialiste des communications radios
C'est alors que l'Amirauté lui confie une mission à la hauteur de ses compétences : installer la TSF sur les navires de l'escadre, ce dont il s'acquitte à la satisfaction générale. « Dans les réunions des officiers chargés de la télégraphie sans fils qui ont lieu à Toulon, pendant la présence sur cette rade de l'escadre du Nord, il a été reconnu d'un commun accord que Monsieur de Broglie paraissait, de tous les officiers présents, le plus qualifié pour faire progresser cette branche du service. » En 1902, l'amiral Gervais exprime sa satisfaction des travaux accomplis sans faire appel à des brevets étrangers. Voici son jugement : « Jeune officier remarquablement intelligent. Reconnu par tous ceux qui, en escadre, se sont occupés de TSF comme un de ceux qui ont fait faire le plus de progrès pratiques à ce mode de communication. Sous cette impulsion, nous avons unifié les méthodes et porté la distance de communication à près de 100 milles. Sa valeur n'est égalée que par sa modestie. Il est très aimé de ses camarades. » Le commandement demande une dispense pour le maintenir dans son affectation au-delà des deux ans réglementaires. Il reste donc encore un an sur le Saint-Louis. En 1904, il demande un congé sans solde d'un an qu'il renouvelle jusqu'en 1908, date à laquelle il démissionne de la Marine.

### Laboratoire des rayons X
Maurice de Broglie entreprend de compléter sa formation scientifique, d'abord à l'Observatoire de Meudon pour apprendre la spectroscopie, puis dans le laboratoire de Paul Langevin au Collège de France où il prépare sa thèse sur l'ionisation des gaz. Il soutient sa thèse en 1908 devant un jury où siègent Jean Perrin et Georges Urbain. Il complète l'installation de son laboratoire privé.
« Pour pouvoir travailler dans des conditions moins précaires que celles qu'offraient alors les laboratoires officiels, Maurice de Broglie aménage dans les sous-sols de son hôtel particulier, rue Chateaubriand, un véritable laboratoire qu'il équipera avec le matériel le plus moderne de l'époque, et qu'il agrandira progressivement en installant des appareils de plus en plus encombrants dans une maison voisine de la rue Lord-Byron jusque-là consacrée à des distractions plus futiles. […] À partir de 1923, le laboratoire de la rue Lord Byron devient le laboratoire français des rayons X, où une nombreuse équipe de physiciens français et étrangers vont accomplir des travaux qui sont le point de départ des recherches fondamentales poursuivies au cours des trente dernières années. […] Alexandre Dauvillier poursuivit l'œuvre de Maurice de Broglie sur les rayons X, Jean Thibaud, qui précéda de peu son maître dans la tombe, étudia la focalisation des électrons, les rayons X de grande longueur d'onde, les rayons gamma et les phénomènes radioactifs, Louis Leprince-Ringuet qui a exploré le domaine des rayons cosmiques et qui contribua aux travaux sur l'enregistrement des particules nucléaires au moyen des chambres de Wilson, Jean-Jacques Trillat qui continue l'étude de la diffraction des électrons […], Claude Magnan qui s'est consacré au Collège de France à l'étude de la microscopie électronique et de l'optique protonique, René Lucas, collaborateur du début qui occupe aujourd'hui la chaire de physique générale à la Sorbonne, le père [Augustin] Dupré-Latour qui a continué ses travaux de physique  à l'université Saint-Joseph à Beyrouth, sans oublier Louis Cartan, sauvagement assassiné par les Allemands, qui fut un pionnier dans le domaine de la spectrographie de masse, ni les Français Ponte, Ferran, Crussard, Chanson et les nombreux physiciens étrangers qui, comme Bruno Rossi, Akiyama, Soltan ou [Miloslav] Valouch, travaillèrent dans le laboratoire de Maurice de Broglie (p. 635). »
Maurice de Broglie est le secrétaire du premier Congrès Solvay en 1911.

### Communication avec, et détection des sous-marins
Au déclenchement de la première guerre mondiale, il est mobilisé comme Lieutenant de vaisseau (il a été promu dans la réserve en 1912) et affecté dans un premier temps à la station de TSF des Saintes-Maries-de-la-Mer, puis, dans un second temps à Bordeaux. Il reprend ses recherches pour perfectionner les communications. En 1915, Paul Langevin le fait venir au Bureau des inventions à Paris et le charge d'assurer la liaison avec le département correspondant de l'Amirauté britannique. C'est alors que Maurice de Broglie s'intéresse aux moyens de communiquer avec les sous-marins. Il découvre que les ondes hertziennes de grandes longueurs d'onde pénètrent et peuvent être captées sous l'eau. Il est possible de cette façon de communiquer avec des sous-marins en plongée naviguant à plus de 1 000 km de la Métropole. Maurice de Broglie participe aussi aux recherches de Paul Langevin sur la détection des sous-marins avec des ondes ultrasonores, système qui aboutira au sonar. Ces recherches appliquées à la défense valent à Maurice de Broglie d'être nommé, le 15 septembre 1917, au grade de chevalier de la Légion d'honneur (p.637). La motivation du décret de nomination est ainsi rédigée : « Détails des services exceptionnels rendus par le candidat au cours de la guerre : inventeur du procédé qui porte son nom et qui, pour la première fois, a permis à nos sous-marins de recevoir en plongée des communications par TSF. Par ailleurs, pendant toute la guerre, Monsieur de Broglie n'a cessé d'apporter à la Marine un concours aussi dévoué que silencieux et dont le prix se mesure à la valeur scientifique de l'auteur et aux importants résultats obtenus. »

### Retour au laboratoire

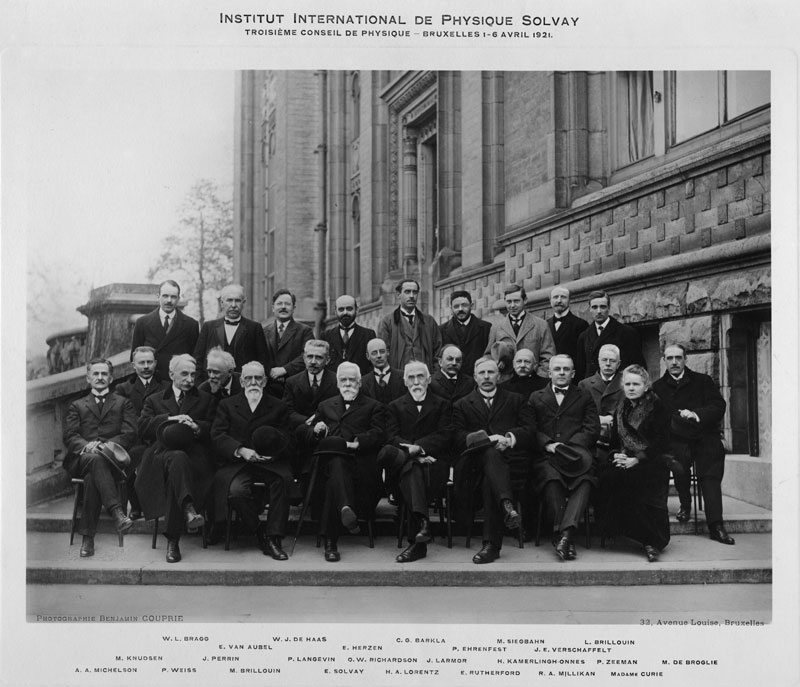
Congrès Solvay 1921
Maurice de Broglie se trouve tout à droite

Après la guerre, il retrouve son laboratoire et reprend ses études sur l'action des rayons X. Il obtient les premiers spectres de la fluorescence provoquée par le bombardement de la matière avec des rayons X. Il met au point les méthodes pour obtenir le spectre d'énergie des électrons arrachés à la matière par les rayons X. Il présente ses résultats au Congrès Solvay de 1921. À partir de 1923, le laboratoire connu comme Le laboratoire français des rayons X est installé exclusivement dans la maison de la rue Lord Byron.
Lors de l'occupation allemande, son maître, Paul Langevin, est arrêté puis assigné à résidence à Troyes. Le Collège de France demande à Maurice de Broglie de lui succéder. Ce dernier, dans un premier temps, refuse, puis, dans un second temps, accepte après s'être assuré que les droits de Paul Langevin sont préservés.
Il consacre sa leçon inaugurale à un hommage vibrant à son prédécesseur. Maurice de Broglie donne les cours de physique générale et expérimentale au Collège de France du 5 février 1942 au 1er octobre 1946.
À la retraite, Maurice de Broglie siège au Conseil scientifique du Commissariat à l'énergie atomique, au Conseil scientifique de la Société française de physique, à la présidence du Comité de perfectionnement de l'Institut océanographique. En 1954, il est élu président de l'Académie des sciences.
Maurice de Broglie meurt le 14 juillet 1960 à l'hôpital américain de Neuilly. Il reçoit des obsèques nationales et est inhumé dans le cimetière de Broglie en présence d'un détachement de fusiliers marins qui lui rendent les honneurs. Son frère, le prince Louis de Broglie, lui succède comme duc de Broglie.

### À l'Institut
Maurice de Broglie est élu à l’Académie des sciences le 25 février 1924 dans la section des membres libres au fauteuil de Charles de Freycinet. Il en sera élu président en 1954.
Il est élu en 1924 à l'Académie de marine.
Après une première candidature en 1930, il est élu en 1934, au 37e fauteuil de l’Académie française, où il succède à Pierre de La Gorce. Il y est reçu le 31 janvier 1935 par Maurice Paléologue, qui lut un discours écrit par Louis Barthou, décédé entretemps.
Il est membre du Conseil de la 2e section de l'École pratique des hautes études de 1926 à 1942.

## Publications
La liste des publications de Maurice de Broglie figure dans la notice historique de Pierre Lépine (p. 646-656).
- « Recherches sur les conditions de formation des centres électrisés de faible mobilité dans les gaz », Le Radium, Vol.4(5),‎ 1907, p. 184-188 (lire en ligne)

- Recherches sur les centres électrisés de faible mobilité dans les gaz (Thèse de doctorat), Paris, Gauthier-Villars, 1908

- « Enregistrement photographique des trajectoires browniennes dans les gaz », C.R.Acad.Sc. Vol.148,‎ 1909, p. 1163-1164

- « Etude sur les suspensions gazeuses », Le Radium, Vol.6(7),‎ 1909, p. 203-209 (lire en ligne)

- « Recherches sur les centres électrisés de faible mobilité dans les gaz », J.Phys.Theor.Appl., Vol.8(1),‎ 1909, p. 869-888 (lire en ligne)

- « Recherches sur les centres électrisés de faible mobilité dans les gaz (suite) », J.Phys.Theor.Appl., Vol.9(1),‎ 1910, p. 205-224 (lire en ligne)

- Avec L. Brizard, « Contribution à l'étude de l'ionisation des gaz en présence de réactions chimiques », Le Radium Vol.7(6),‎ 1910, p. 164-169 (lire en ligne)

- « Électrisation de l'air par la flamme d'oxyde de carbone et par les rayons du radium. Comparaison des mobilités des ions présents », C.R.Acad.Sc. Vol.150,‎ 1910, p. 1425-1426

- « La spectrographie des rayons de Röntgen », J.Phys.Theor.Appl., Vol.4(1),‎ 1914, p. 101-116 (lire en ligne)

- « Sur le spectre des rayons de Röntgen obtenus au moyen de lames de mica », J.Phys.Theor.Appl., Vol.4(1),‎ 1914, p. 265-267 (lire en ligne)

- « Quelques résultats expérimentaux sur la sensibilité de l'analyse spectrale par absorption, aux fréquences des rayons X, et sur le spectre d'absorption de haute fréquence du radium », J.Phys.Theor.Appl., Vol.9(1),‎ 1919, p. 31-36 (lire en ligne)

- « Les phénomènes photo-électriques pour les rayons X et les spectres corpusculaires des éléments », J.Phys.Radium, Vol.2(9),‎ 1921, p. 265-287 (lire en ligne)

- « Le système spectral des rayons Röntgen et structure de l'atome », J.Phys.Radium Vol.5(1),‎ 1924, p. 1-19 (lire en ligne)

## Distinctions et honneurs
- 1921, docteur honoris causa de l'Université d'Oxford
- 1922, prix Félix-Robin de la Société française de physique
- 1924, membre libre de l'Académie des sciences de Paris
- 1924, membre de l'Académie de Marine
- 1934, membre de l'Académie française
- 1928, médaille Hughes de la Royal Society
- 1940, membre étranger de la Royal Society
- 1954,  Grand officier de la Légion d'honneur[8]
- Membre des Académies royales des sciences de Belgique, des Pays-Bas, de Suède...
- Membre de l'Académie pontificale des sciences
- Docteur honoris causa de l'université d'Oxford
- Le collège de Broglie porte son nom.